# Imbé
Imbé es un municipio brasileño del estado de Rio Grande do Sul, perteneciente a la microrregión de Osório.
Se encuentra ubicado a una latitud de 29º58'31" Sur y una longitud de 50º07'41" Oeste. Su población estimada para el año 2004 era de 14.751 habitantes.
Ocupa una superficie de 39,742 km². Sus playas son muy procuradas por los deportistas, debido a las olas que se forman en sus aguas. 
Este municipio, linda con la ciudad de Tramandaí, siendo ambas localidades separadas por el río homónimo a esta última ciudad, conformando un importante aglomerado urbano turístico en el sur del Brasil.
- Datos: Q592652
- Multimedia: Imbé / Q592652